# Spit in the storm (Slagerij van Kampen)
Spit in the storm is het vierde album (in cd-vorm) van de slagwerkgroep Slagerij van Kampen. Alle nummers, behalve spit in the storm en always the drums, zijn instrumentaal.

## Nummers
1. prelude: doubtpillow (1:41)
2. the man in the square (a dance in the nude) (5:33)
3. normal for the climate (6:31)
4. filipino fling (6:21)
5. coca coda rap soda (8:31)
6. interlude: roadie hand work (0:31)
7. a handful of smoke (the burning house) (9:04)
8. massive ass bikes to beach (5:07)
9. spit in the storm (6:47)
10. postlude: xeroxeddataaddress (2:05)
11. epilogue: always the drums (1:21) (featuring Umar Bin Hassan van "The Last Poets")